# Dando Shaft
Dando Shaft est un groupe britannique de folk rock, originaire de Coventry, en Angleterre. Il est formé dans les années soixante-dix, et mené par Martin Jenkins

## Biographie
Formé à Coventry, en Angleterre, en 1968, la formation originale comprend deux guitaristes et chanteurs Kevin Dempsey et Dave Cooper, le multi-instrumentiste Martin Jenkins, le bassiste Roger Bullen, et le percussionniste Ted Kay. Le nom du groupe s'inspire du personnage d'un livre de Don Calhoun, sorti en 1965. Jouant dans quelques lieux anglais tout en restant actif dans la scène folk revival, le groupe reçoit une offre de distribution du label Young Blood Records, et enregistre en 1970 son premier album, An Evening With Dando Shaft. L'album est bien accueilli et immédiatement comparé à ses contemporains de folk revival Pentangle, mais démontre une atmosphère plus teintée folk original accompagnée d'une instrumentation progressive et bluegrassy (en particulier grâce aux multiples talents de Martin Jenkins) et des structures musicales dans la lignée de celle des Balkan,.
Le groupe est vraiment comparé à Pentangle lorsque, après s'être délocalisé à Londres en 1970, le groupe s'agrandit pour accueillir Polly Bolton au chant, qui a aussi chanté au sein de June Tabor. Cette participation de Bolton est acclamée par ses contemporaines comme Shirley Collins, Sandy Denny et Maddy Prior.
Malgré le succès critique des deux premiers albums, aucun n'atteint le succès commercial. Néanmoins, en 1972, Dando Shaft passe de Neon au label parent, RCA, pour la sortie de Lantaloon. Ce passage à ce label cause, cependant, des dissensions internes et le groupe se sépare, Dempsey et Bolton formant un duo pour un temps aux États-unis, et Jenkins se joignant à Hedgehog Pie sur le label Rubber Records.
Quelques années plus tard, Rubber étend son contrat avec le duo Jenkins et Cooper, et, à ce stade, Dempsey, Bolton, et Kay expriment leur intérêt d'enregistrer de nouveau sous le nom de Dando Shaft. Rubber soutint cette décision, et sort en 1977 l'album Kingdom. Cette réunion n'en sera que temporaire.